# Futbol a l'Equador

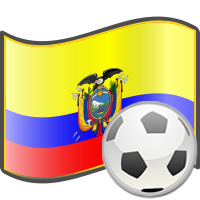

El futbol és l'esport més popular a Equador. L'organisme rector del futbol nacional és la Federación Ecuatoriana de Fútbol.

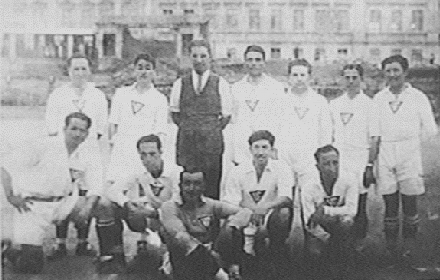
Liga Deportiva Universitaria de Quito el 1930.

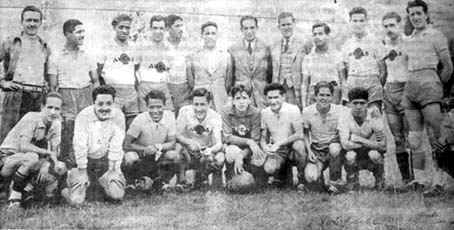
SD Aucas el 1945.

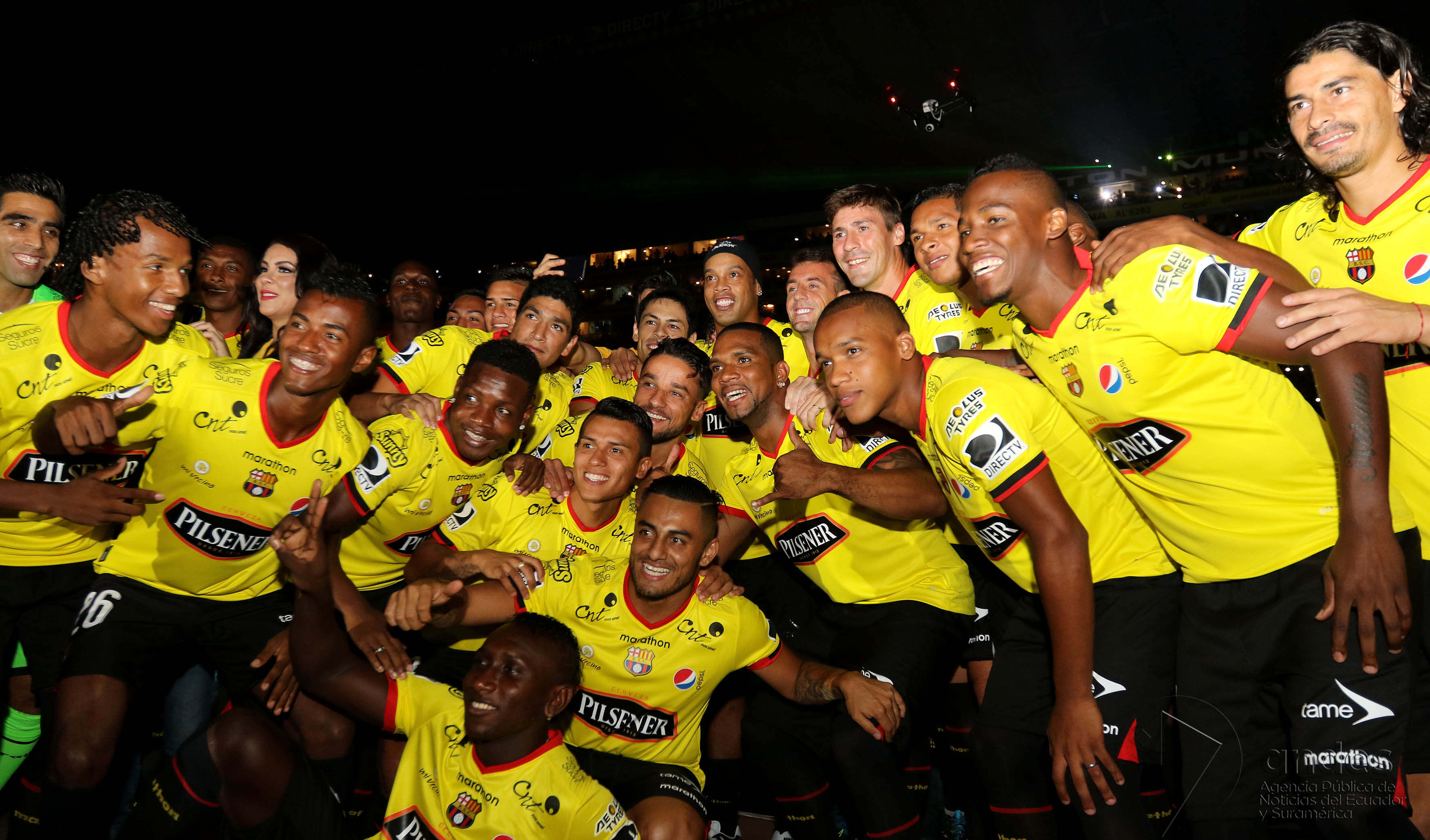
Barcelona SC el 2016.

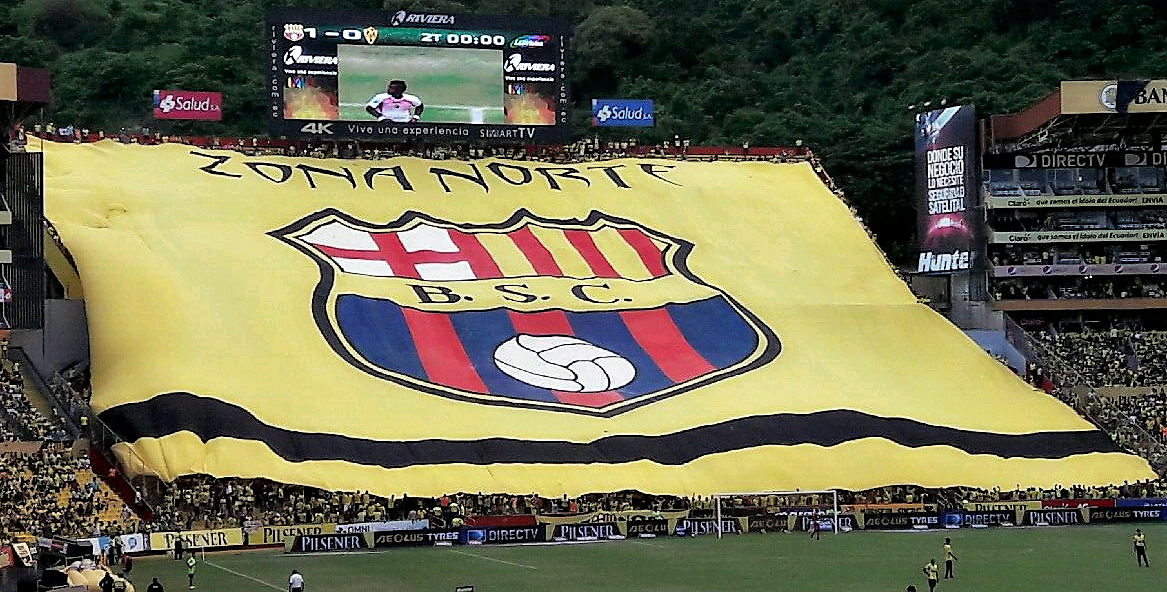
Seguidors del Barcelona SC.

## Història
Juan Alfredo Wright de Guayaquil fou el primer promotor del futbol al país, amb l'ajut del seu germà Roberto. Ells van estar vivint a Anglaterra i posteriorment es traslladaren a Perú on formaren part de l'Unión Cricket de Lima. Als voltants de 1899 retornaren finalment a l'Equador i iniciaren la pràctica del futbol.
El 23 d'abril de 1899 es fundà el primer club de futbol, el Club Sport Guayaquil. Poc després nasqueren el Club Sport Ecuador i l'Asociación de Empleados. El 28 de gener de 1900 es disputaren els primers partits.
L'any 1922 es començaren a disputar els primers campionats amateurs a les províncies de Guayas i Pichincha.
El 30 de maig de 1925 nasqué la Federación Deportiva Nacional del Ecuador. L'any següent, la federació s'incorporà a la FIFA i, a més, s'organitzà l'Olimpiada de Riobamba, guanyada per l'amfitrió Chimborazo. El 1927, la federació s'afilia a la CONMEBOL.
La dècada dels quaranta es disputen els primers campionats nacionals de seleccions amateurs i als anys 50 s'inicià el professionalisme al país. El 1951 s'inicià el campionat professional de Guayas i el 1954 el de Pichincha. Finalment, el 1957 s'inicià el campionat equatorià de futbol professional, tot i que se suspengué els dos anys següents, essent reprès el 1960.
L'any 1967 conclouen els campionats de Guayas i Pichincha. El 30 de juny del mateix any neix l'Asociación Ecuatoriana de Fútbol. El 26 de maig de 1978 canvia el nom de la federació per l'actual de Federación Ecuatoriana de Fútbol.

## Competicions
Competicions nacionals
- Campionat equatorià de futbol[4]
- Copa Equador

Competicions provincials
- Campionat de Guayas
- Campionat de Pichincha
- Campionat Costa
- Campionat Interandinos

## Principals clubs
Font:
- Club Deportivo El Nacional (Quito)
- Liga Deportiva Universitaria de Quito (Quito)
- Sociedad Deportivo Quito (Quito)
- Sociedad Deportiva Aucas (Quito)
- Club Deportivo Espoli (Quito)
- Club Deportivo América de Quito (Quito)
- Club Deportivo Universidad Católica (Quito)
- Club Deportivo Cuenca (Cuenca)
- Barcelona Sporting Club (Guayaquil)
- Club Sport Emelec (Guayaquil)
- Centro Deportivo Olmedo (Riobamba)
- Liga Deportiva Universitaria de Portoviejo (Portoviejo)
- Club Social y Deportivo Macará (Ambato)
- Club Deportivo Técnico Universitario (Ambato)
- Delfín Sporting Club (Manta)
- Liga Deportiva Universitaria de Loja (Loja)

## Jugadors destacats
Fonts:
Des de 1940
- Enrique Álvarez
- Jorge Henríquez

Des de 1950
- José Balseca
- Alfredo Bonnard
- Carlos Raffo

Des de 1960
- Pablo Ansaldo
- Jorge Bolaños
- Vicente Lecaro
- Luciano Macías
- Washington Muñoz
- Enrique Raymondi
- Alberto Pedro Spencer

Des de 1970
- Polo Carrera
- Ítalo Estupiñán
- Carlos Torres Garcés

Des de 1980
- Ermen Benítez
- José Villafuerte

Des de 1990
- Álex Darío Aguinaga
- Luis Capurro
- Agustín Delgado
- Kléber Fajardo
- Jaime Iván Kaviedes
- Hólger Quiñónez

Des de 2000
- Segundo Castillo
- José Francisco Cevallos
- Ulises de la Cruz
- Giovanny Espinoza
- Iván Hurtado
- Édison Méndez
- Alfonso Obregón
- Néicer Reasco

Des de 2010
- Walter Ayoví
- Felipe Caicedo
- Antonio Valencia

## Principals estadis

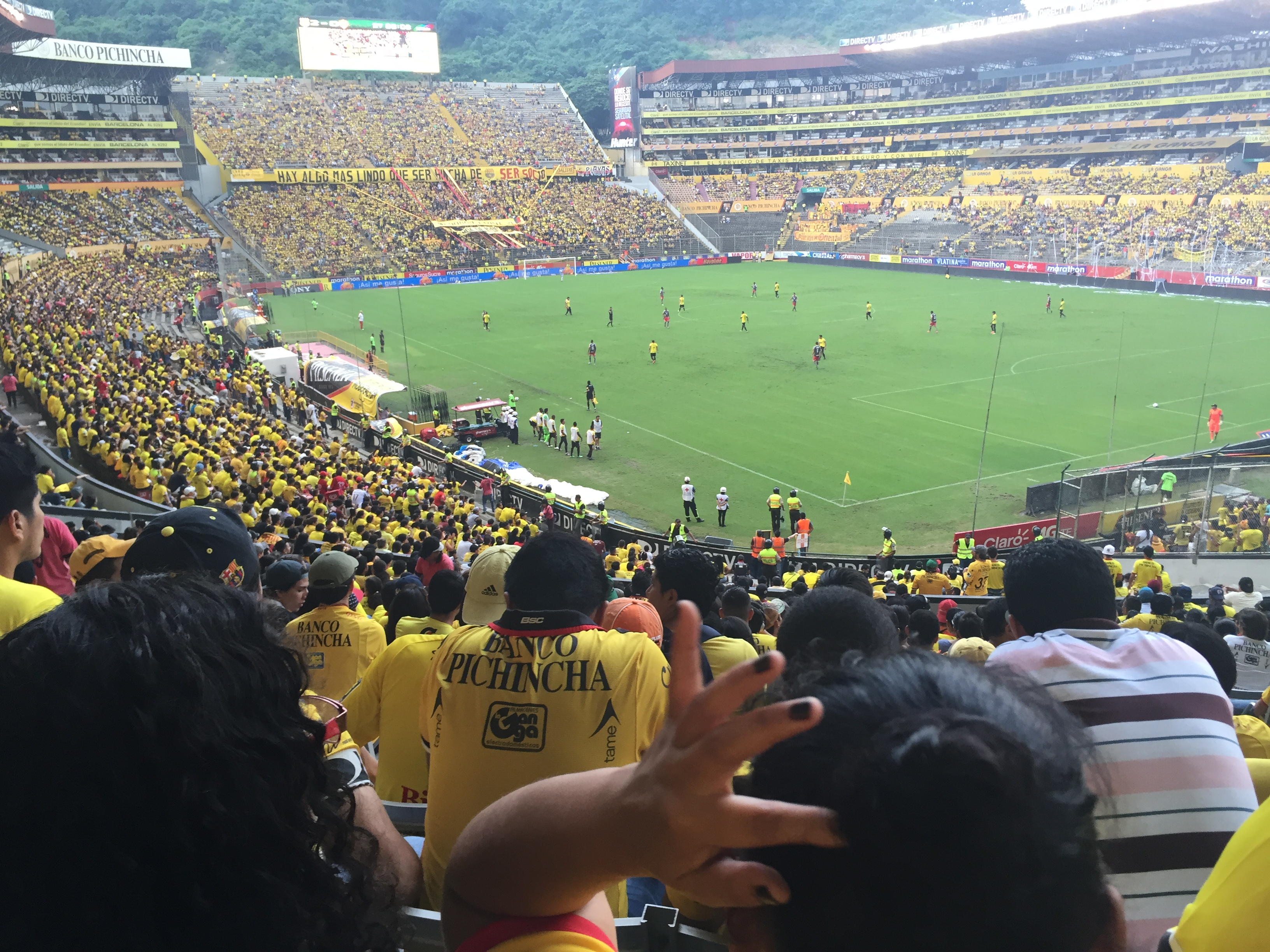
Estadi Monumental Isidro Romero Carbo de Guayaquil.

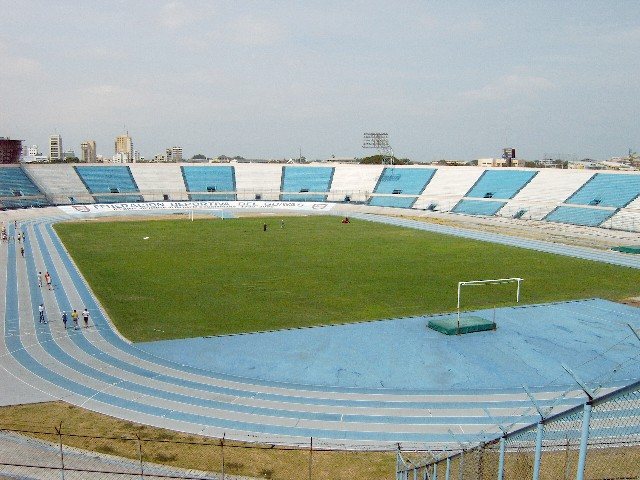
Estadi Modelo Alberto Spencer de Guayaquil.

| #  | Estadi                            | Ciutat    | Capacitat | Inauguració |
| -- | --------------------------------- | --------- | --------- | ----------- |
| 1. | Monumental Isidro Romero Carbo    | Guayaquil | 60.000    | 1987        |
| 2. | Modelo Alberto Spencer            | Guayaquil | 42.000    | 1959        |
| 3. | Rodrigo Paz Delgado "Casa Blanca" | Quito     | 41.575    | 1997        |
| 4. | George Capwell                    | Guayaquil | 40.000    | 1945        |
| 5. | Olímpico Atahualpa                | Quito     | 35.258    | 1951        |